# Dendrochronologia

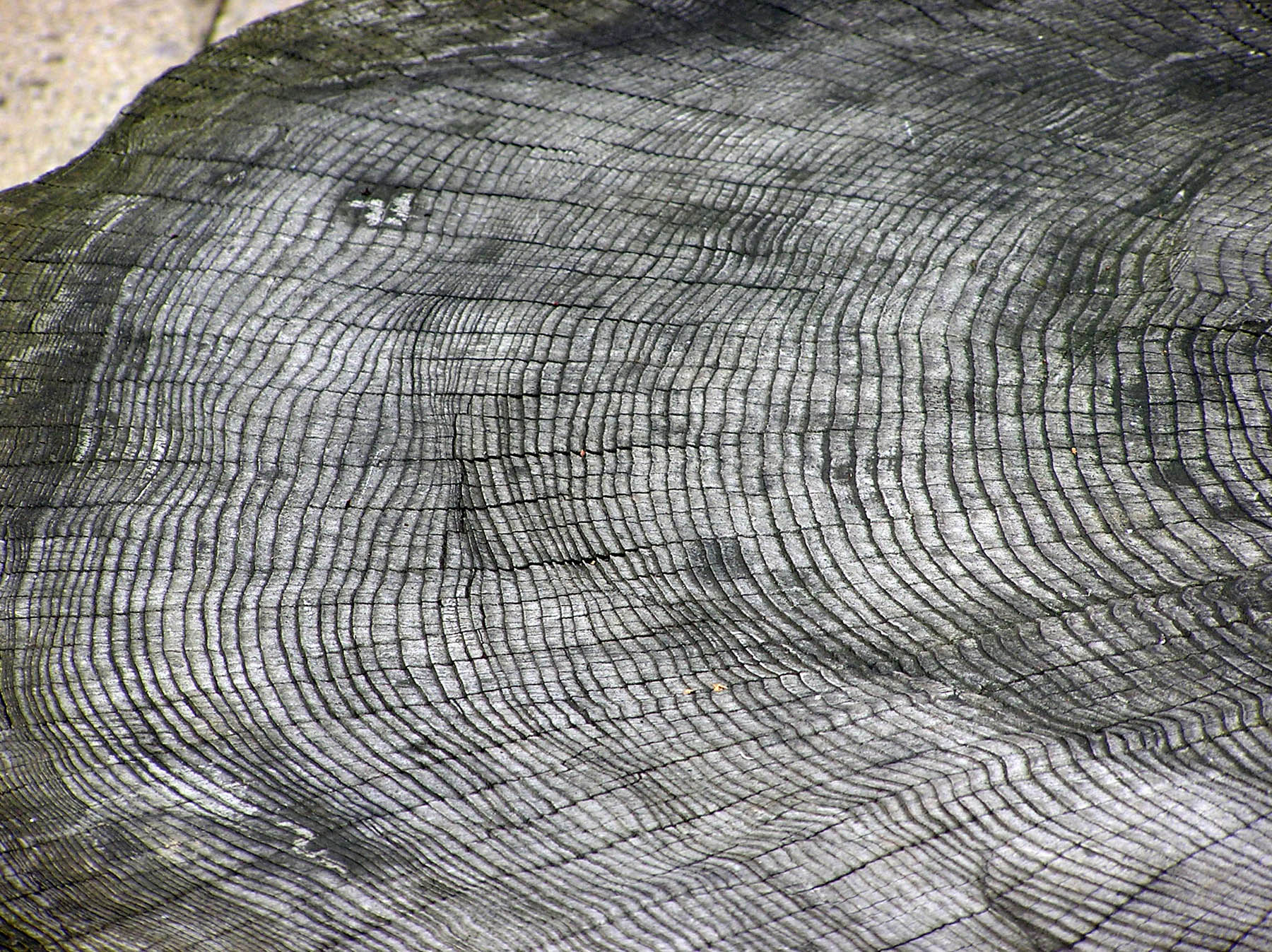
Słoje rocznych przyrostów

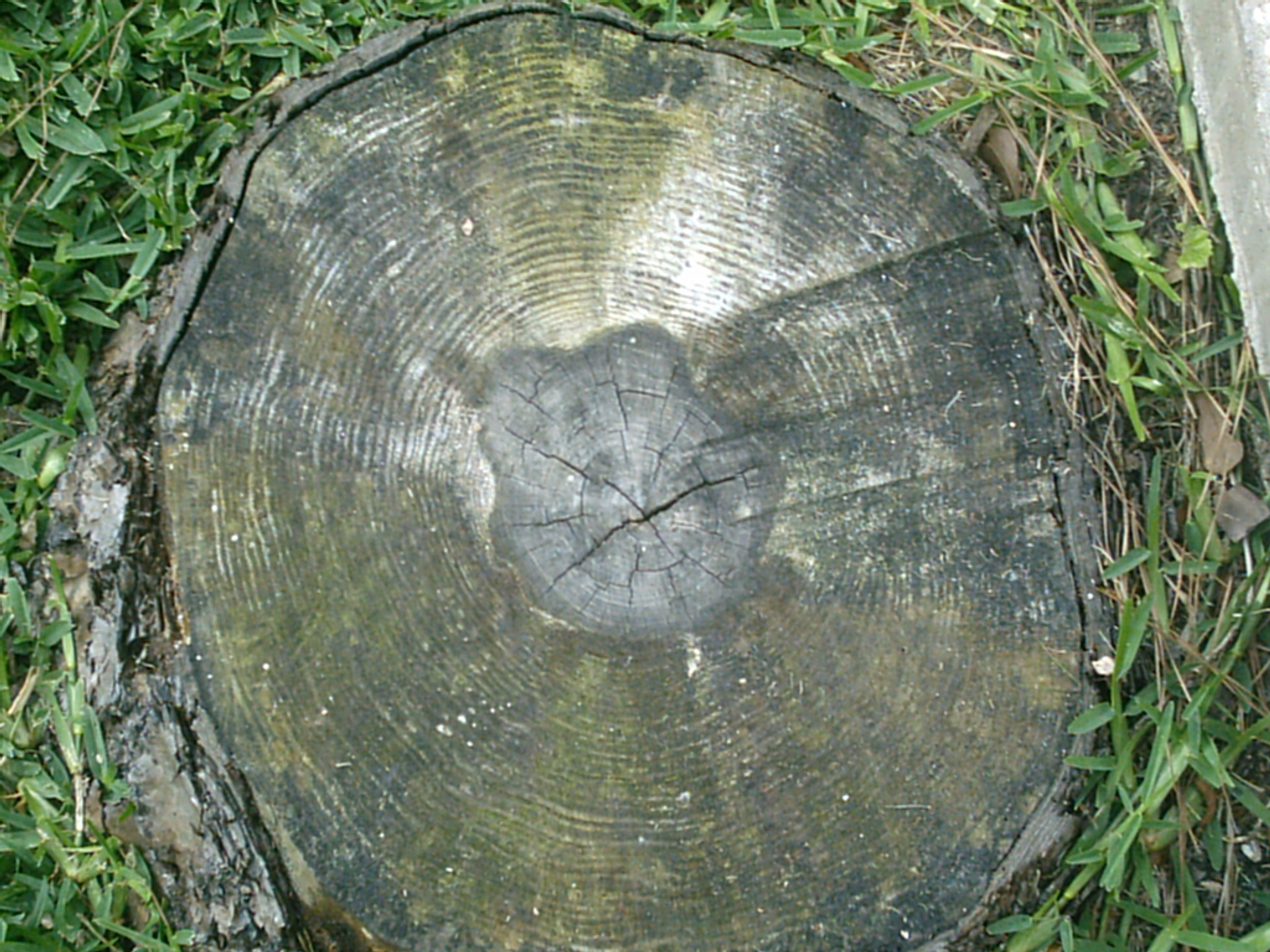
Pniak sosny z widocznymi słojami

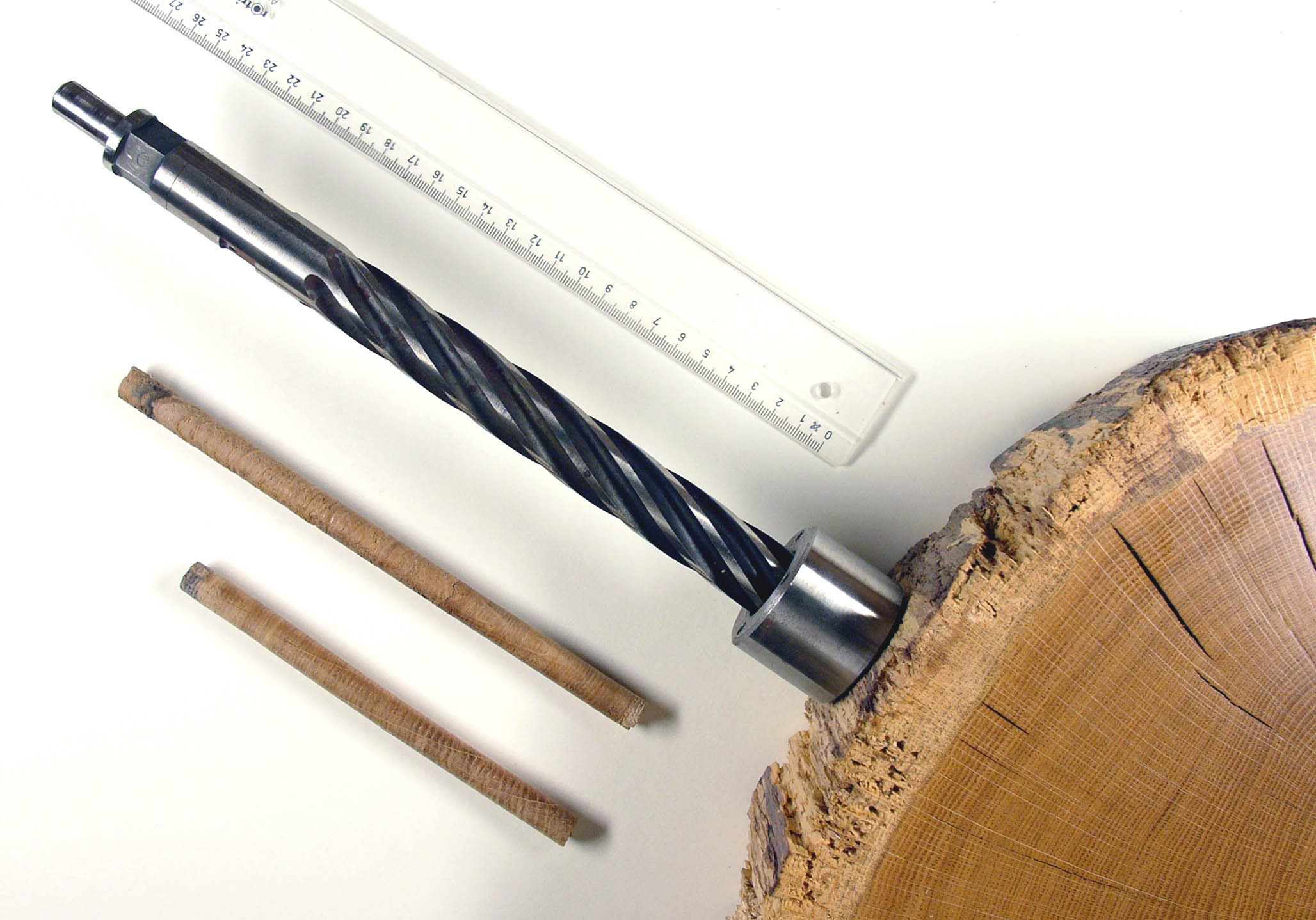
Próbka pobrana świdrem z pnia drzewa do badań dendrochronologicznych

Dendrochronologia – gałąź dendrologii, naukowa metoda datowania zjawisk przyrodniczych, zabytków i znalezisk archeologicznych zawierających drewno. Polega na analizie wzoru przyrostów rocznych (słojów) drzew i pozwala określić wiek z próbek drewna z dokładnością przynajmniej do roku, a czasem nawet co do sezonu. Metoda została opracowana w latach 20. XX wieku przez amerykańskiego astronoma A.E. Douglassa, założyciela Laboratory of Tree-Ring Research na Uniwersytecie Stanu Arizona w Tucson.
W zależności od specyfiki warunków klimatycznych kolejnych lat, przyrosty roczne tworzą sekwencje o zróżnicowanych grubościach. W latach o sprzyjających dla danego gatunku warunkach środowiskowych przyrosty są szersze, a w latach niesprzyjających węższe. Zebrane z wielu lat i wielu drzew próbki z danego regionu wykazują wspólny schemat układu słojów. Poprzez zestawianie ze sobą kolejnych, coraz starszych próbek, tworzone są skale dendrochronologiczne dla poszczególnych gatunków drzew i regionów geograficznych. Punktem wyjścia są drzewa nadal rosnące, z których pobiera się próbki (szczególne znaczenie mają drzewa długowieczne, takie jak sekwoja i sosna długowieczna w Ameryce oraz dąb w Europie), następnie belki konstrukcyjne z budynków o znanej dacie wzniesienia, np. z kościołów średniowiecznych, itd., aż do próbek drewna archeologicznego. Dendrochronolodzy opracowali ciągłe skale dendrochronologiczne sięgające blisko 10,5 tys. lat wstecz (dęby z południowych Niemiec). Długość skali dla danego regionu wyznacza maksymalny okres datowania dendrochronolgicznego.
Wiek znalezisk ustala się przez porównywanie układu słojów (pierścieni przyrostów rocznych) badanej próbki do skali dendrochronologicznej. Dla epoki średniowiecza i epok wcześniejszych dendrochronologia jest aktualnie – na obszarach, dla których utworzono skale dendrochronologiczne – najprecyzyjniejszą metodą datowania. Dzięki nowym datowaniom dendrochronologicznym wczesnopiastowskich grodów w Wielkopolsce możliwe było precyzyjne przedstawienie mechanizmu powstawania państwa polskiego.
Zależnością budowy słojów rocznych od zmian klimatycznych i meteorologicznych występujących w latach ubiegłych zajmuje się dendroklimatologia.
Dendrochronologia jest jedną z najdokładniejszych metod określania wieku bezwzględnego drewna. Umożliwia ona określenie roku kalendarzowego ścięcia drewna, a czasami nawet sezonu, a tym samym pozwala wyznaczyć graniczną datę powstania  budowli (jej elementów wykonanych z drewna) i jest powszechnie stosowana w archeologii.